# Watertoren (Mijdrecht)
De watertoren in Mijdrecht is een bakstenen watertoren.

## Beschrijving
De toren werd gebouwd in 1937, staat aan de Industrieweg en heeft een hoogte van 41,00 meter en een waterreservoir van 500 m³. De watertoren is voorzien van een kerktoren-zadeldak. De watertoren werd gebouwd in opdracht van het toenmalige waterleidingbedrijf Drinkwatervoorziening Noord-West-Utrecht. Het ontwerp was van het ingenieurs en ontwerpbureau MABEG en behoort stijlkundig tot de Delftse School.

## Ontwerpdetails
Opvallend is het sobere ontwerp met kleine bouwkundige details en een vierkante torenvorm. Aan de voorkant en achterkant bevindt zich een klein ornamenteel bedoeld balkonnetje, op de linkerachterhoek bevindt zich een holle steunbeer, die dus enkel als ornament bedoeld is. Typerend is verder dat alle ramen aan alle vier de zijden op onregelmatige wijze in de gevel geplaatst zijn waarbij elke gevel een ander beeld laat zien. Omdat de toren van baksteen is zijn er in de loop der jaren vochtproblemen opgetreden die echter niet bestreden zijn door het aanbrengen van een nieuwe buitenlaag zoals wel bij andere torens van deze waterleidingsmaatschappij en haar rechtsopvolgers gebeurd is. Hierdoor is het oorspronkelijke beeld bewaard gebleven.

## Reservoir
Bijzonder is verder dat in deze toren zich geen rond maar een kubusvormig waterreservoir bevindt, de vorm hiervan is dus aangepast aan het voor een watertoren apart ontwerp. Het reservoir heeft een van de hoeken afgeschuind waardoor er een wenteltrap aangelegd kon worden.
Op 18 april 2005 werd de toren buiten gebruik gesteld, bijna 70 jaar na de oplevering.

## Toekomst
Sinds 2010 zijn er verbouwingsplannen. De watertoren van Mijdrecht heeft twee nieuwe eigenaren: Roland Borst (STUDIO110 architectuur) en Yourick Fokker (Lanceerplatform Richting-Raak). Zij werken samen aan een voorstel voor een bruisend tweede leven voor dit opmerkelijke oriëntatiepunt. Dit gebeurt in nauwe samenspraak met Vitens, monumentenbeheer en de gemeente. De initiatiefnemers willen dit Rijksmonument toegankelijk maken voor een groot publiek. Inmiddels heeft het gebouw een nieuwe naam: Kompastoren Mijdrecht. De eerste schetsen zijn inmiddels gereed. Met faciliteiten tot op 40 meter hoogte zal de Kompastoren ruimte gaan bieden aan ondernemend talent.

## Trivia
- In Nederland staan slechts twee watertorens met een zadeldak. Naast de toren in Mijdrecht heeft de watertoren van Lutten (Overijssel) dit type dak.

Amersfoort ·
Baarn ·
Bilthoven ·
Breukelen ·
Bunnik ·
Doorn ·
Lopik ·
Maarsbergen ·
Maarssen ·
Meerkerk ·
Mijdrecht ·
Nieuwegein ·
Oudewater ·
Rhenen ·
Soest ·
Soestdijk ·
Utrecht (Amsterdamsestraatweg 380 ·
Heuveloord ·
De Inktpot ·
Neckardreef ·
Spoorwegmuseum ·
Riouwstraat ·
Lauwerhof) ·
Vianen ·
Woerden ·
Woudenberg ·
Zeist